# Бездомные в Австрии
В Австрии проблема бездомности является менее выраженной по сравнению с некоторыми другими странами, но все равно существует. Государственные и негосударственные организации предпринимают усилия для поддержки бездомных.
Существуют социальные программы, предоставляющие жилье и помощь в трудоустройстве. Организации, такие как Caritas Austria, являются активными участниками в борьбе с бездомностью, предоставляя приюты, пищу и медицинскую помощь. Государственные службы также работают над обеспечением поддержки для тех, кто оказался в сложной жизненной ситуации.
Несмотря на это, проблема бездомности требует дальнейшего внимания и улучшения системы поддержки для тех, кто оказался в уязвимом положении.

## Описание

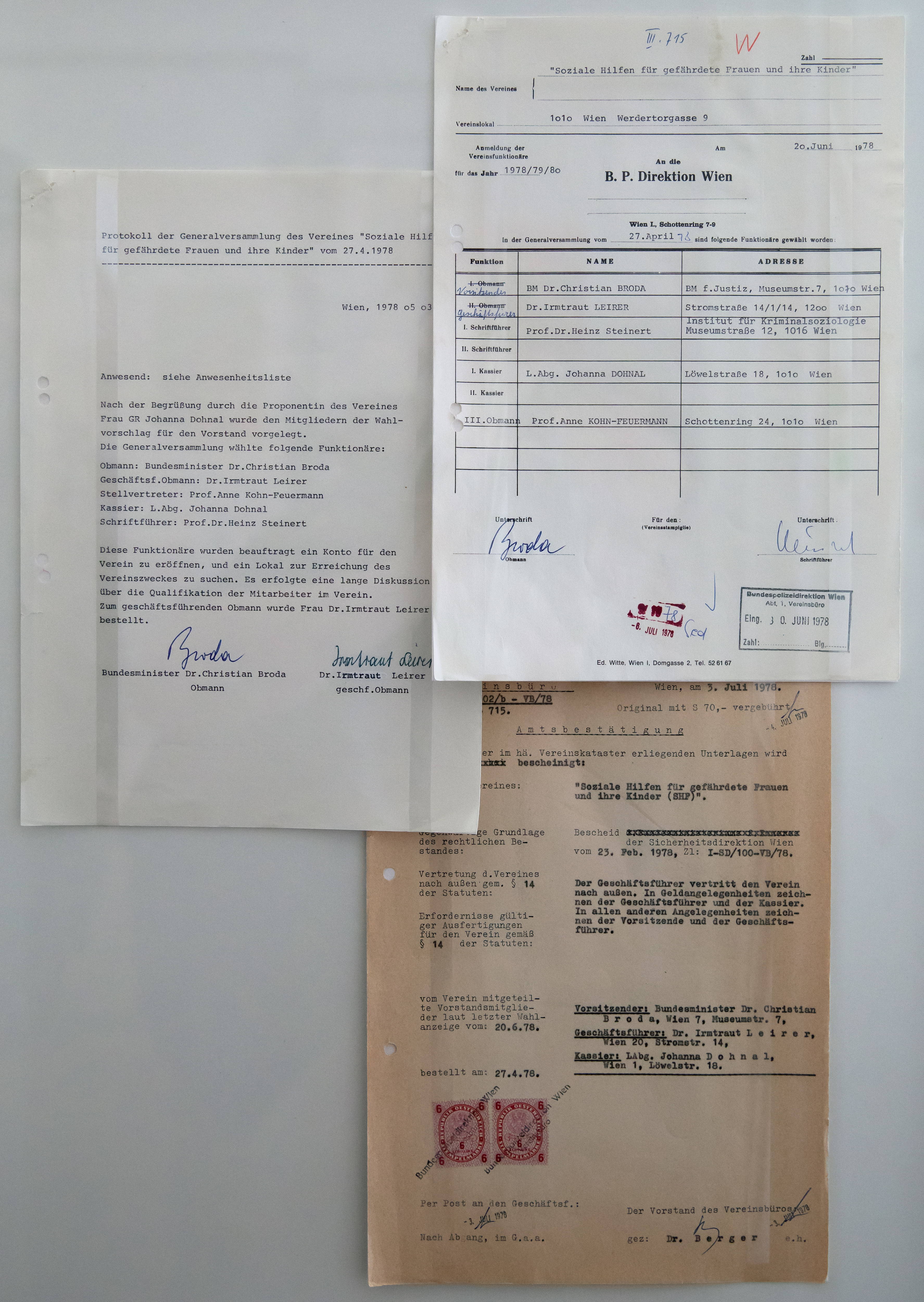
Учредительные документы Ассоциации социальной помощи обездоленным женщинам и детям (1978), которая создала первый Венский женский приют

В Австрии классификация этого типа граждан основана на Европейской типологии бездомных, лишенных жилья и имеющих затруднение с жильем (ETHOS), которая была разработана Европейской зонтичной организацией помощи бездомным (FEANTSA):
Бездомным считается человек, проживающий ограниченное время в определенных учреждениях. Они не являются постоянным местом жительства. Эти учреждения предлагают возможность пребывать в них в краткосрочном и среднесрочном периоде времени. К этим учреждения относятся, в частности, временные резиденции и жилища, приюты, (временные) общежития, женские приюты, приемные центры, помещения для трудовой миграции, тюрьмы, центры содержания под стражей, больницы, санатории, дома для молодежи, дома для престарелых и бездомных, амбулаторно-поликлинические учреждения в индивидуальных резиденциях.
Стоит обратить внимание на разграничение следующих терминов:
- К необеспеченным жильем относятся граждане, которые не имеют  резиденции (постоянного места жительства) и зависят от доброй воли других людей, которые нарушают права собственности других лиц и которые не могут предоставить действительный вид на жительство. Также люди, которые подверглись насильственному выселению из своих собственных домов, живут в недостаточно обеспеченных условиях жизни.
- Неадекватное место жительства определяется как проживание в местах, которые не упоминаются как обычное жилье, такие как караваны или палатки, или сооружения, которые являются самодельными. К этой категории относятся также здания, которые были закрыты для жилого использования, близки к сносу или были классифицированы как неприемлемые к проживанию официальным органом власти.
- К бездомным относятся граждане, которые живут на улице или в общественных местах и не имеют жилья. Также люди, живущие во временных приютах, без постоянного проживания в них и только ночующие в социальных учреждениях.[1]

## Причины потери жилья

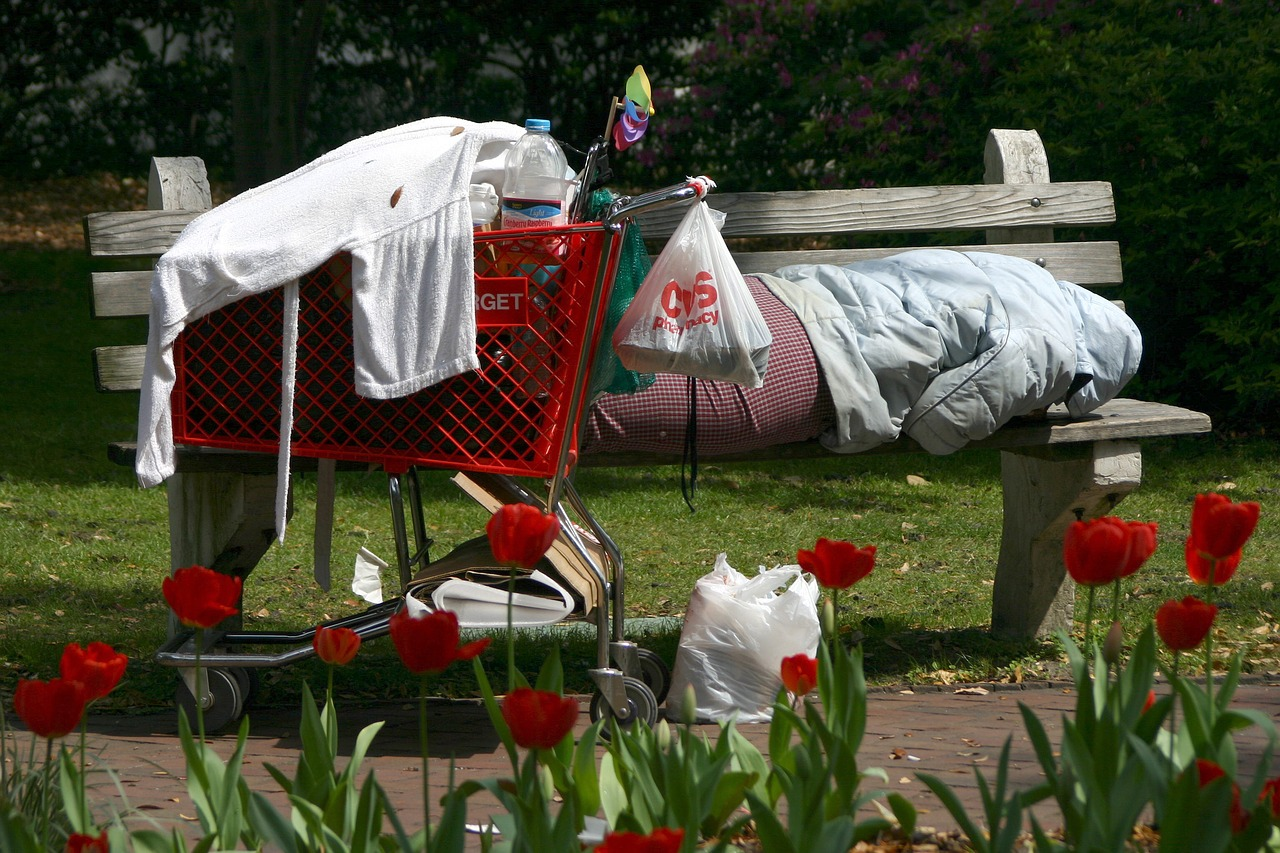
Бездомный на скамейке в парке

Министерство социальных дел приводит следующие причины возможной потери жилья:
- Выселение из-за арендной задолженности и «оскорбительного поведения».
- Выписка из клиник, санаториев, лечебных учреждений или психиатрических учреждений во время стационарного лечения.
- Отчисление из системы социального обеспечения и образования молодежи из-за стационарного лечения.
- Уход из семьи у молодых людей и подростков.
- Выписка в связи с  уголовным расследования или уголовного преследования.
- Наличия домашнего насилия в семье как причина побега с целью избежать совместного проживания.
- Расторжение брака.
- Потеря работы.
- Отчисление просителей убежища из системы федеральной помощи в случае положительного и отрицательного решения по ходатайству о предоставлени убежища.[2]

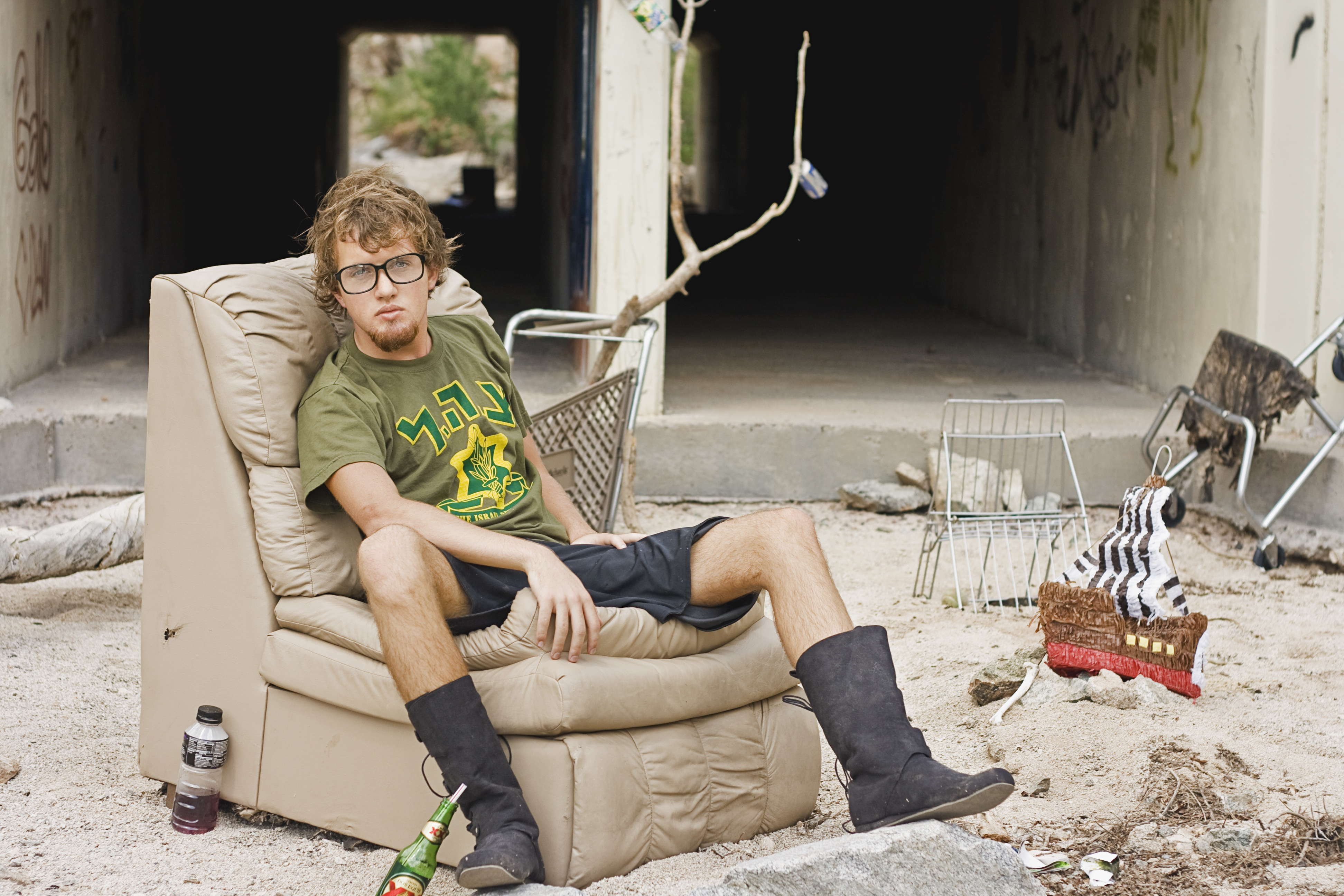
В 42% случаев бездомности причиной является потеря работы.

Другие причины потери жилья были установлены фондом Fonds Soziales Wien (FSW) в 2016 году. Было опрошено 2500 респондентов, получены следующие данные:
- 42 % людей стали безработными и поэтому не могли больше платить за квартиру.
- 32 % потеряли жилье по причине развода или разделения имущества.
- 26 % были безрассудны или ошиблись в финансовых вопросах.
- 23 % потеряли квартиру из-за психического заболевания.
- 21 % потеряли квартиру из-за физической болезни.[3]

Бездомность также является результатом развития жилищного и трудового рынков. Высокие расходы на жилье, жилищные проблемы, такие как переполненность или плохое качество жизни, могут быть признаками того, что человеку грозит потеря жилья. Венская ассоциация помощи бездомным пояснила, что сокращение социального пособия (минимального дохода) также означает, что реальная потребность в денежных средствах для обеспечения стоимости жизни зачастую более не может быть компенсирована денежными выплатами, что может привести к увеличению количества людей лишённых жилья.
Из-за отсутствия единых минимальных стандартов каждая Федеральная Земля Австрии может устанавливать различные по размеру платежи, увеличивая или сокращая ориентированный на потребности минимальный доход для людей которые могут потерять жильё.
Из-за потери жилья участие человека в общественной жизни зачастую более невозможно. Во многих случаях за концом социальных отношений обычно следует и остановка в развитии личности человека потерявшего жильё.